# Jacqueline de Bueil

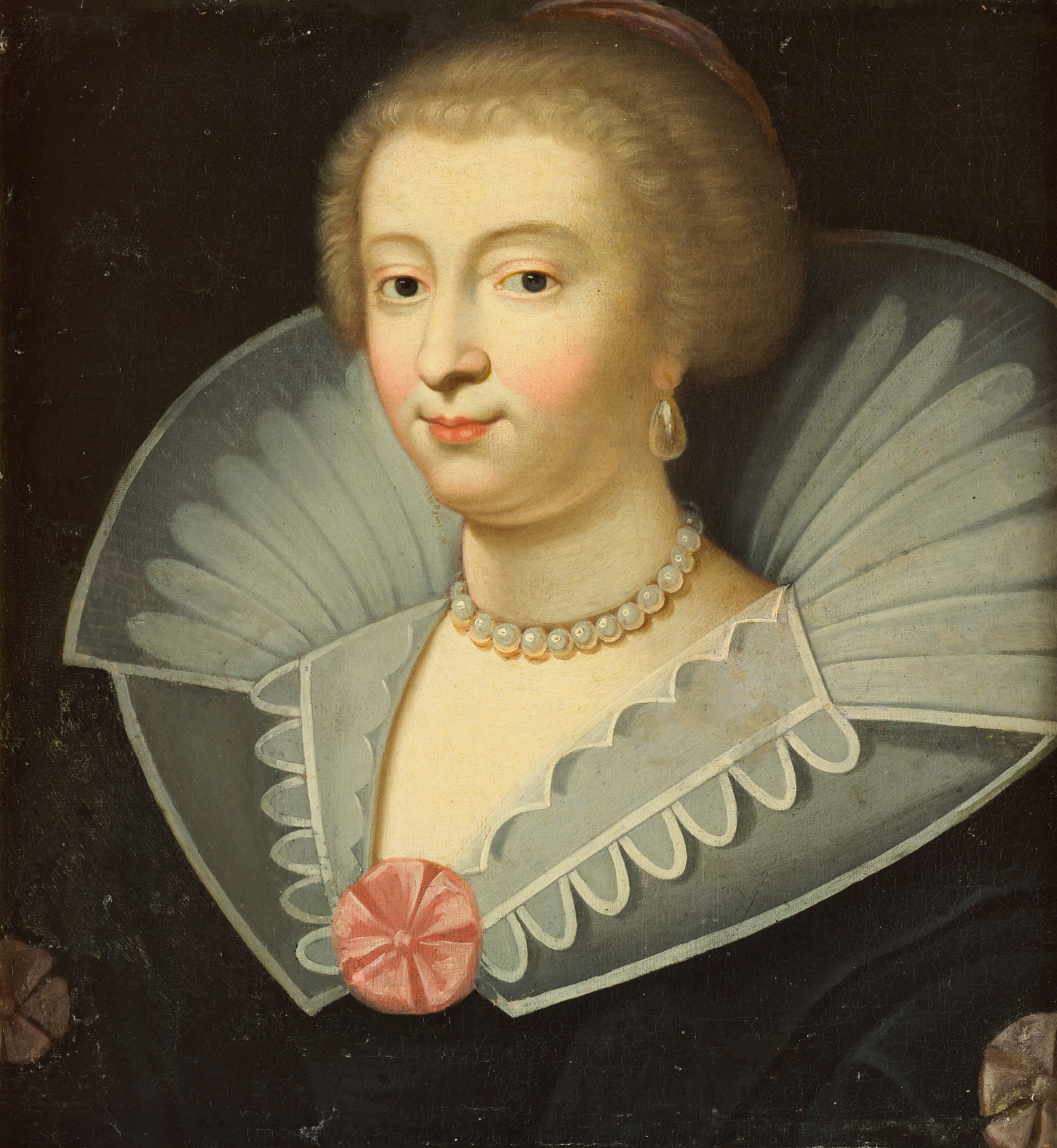

Jacqueline de Bueil, comtesse de Moret (* 1588; † 1651 in Moret-sur-Loing) war eine Mätresse des französischen Königs Heinrich IV.

## Leben
Jacqueline stammte aus einer verarmten Adelsfamilie. Sie war die Tochter von Claude de Bueil und seiner Frau Catherine de Monteclerc. Am 5. Oktober 1604 heiratete Jacqueline de Bueil in Paris Philippe de Harlay Champvallon, comte de Césy. Drei Jahre später wurde die kinderlos gebliebene Ehe annulliert, Philippe heiratete erneut und wurde französischer Botschafter in der Türkei.
Durch Charlotte de La Trémoille, die Fürstin von Condé und Ehefrau Henris I. de Bourbon, dessen Mündel Jacqueline war, zog sie die Gunst des Königs auf sich, und verdrängte vorübergehend seine langjährige Geliebte Catherine Henriette de Balzac d’Entragues. Aus der Affäre mit Heinrich ging ein Sohn hervor, Antoine de Bourbon-Bueil, comte de Moret, den der König 1608 legitimierte und zusammen mit allen seinen anderen Kindern aufziehen ließ.
Jacqueline de Bueil hatte mehrere Liebhaber, darunter den Herzog von Chevreuse, Claude de Lorraine, Fürst von Joinville.
Sieben Jahre nach der Ermordung des Königs heiratete Jacqueline ihren entfernten Cousin René du Bec, marquis de Vardes, mit dem sie zwei Söhne hatte (Haus Crespin):
- François du Bec Crespin, Marquis de Vardes, Lieutenant-général (1621–1688)
- Antoine du Bec, Comte de Moret, Lieutenant-général (um 1623–1688)